# Bizarre Inc
I Bizarre Inc erano un gruppo di musica techno inglese. Formatisi nel 1989 come duo tra i DJ inglesi Dean Meredith e Mark "Aaron" Archer (da non confondere con l'omonimo produttore cinematografico), si sono successivamente riformati come trio composto da Meredith, Andrew Meecham e Carl Turner nel 1990.

## Storia
Meredith e Archer si associarono per avviare un progetto acid house/techno sotto l'etichetta Blue Chip Records,  di proprietà dell'ex DJ del Wigan Casino Kev Roberts.
I primi lavori vennero pubblicati solo su vinile 12": It's Time to Get Funky (BLUE C14R), successivamente abbreviato in Time to Get Funky (BLUE C14RR); e l'album Technological con sei brani, entrambi scritti e prodotti dai due.
Nel 1990, Archer lasciò il duo per lavorare come produttore e scrittore con diversi progetti house e techno, la maggior parte dei quali erano per la Network Records. Noto dapprima come DJ Nex, in seguito pubblicò alcuni lavori come Mr. Nex, OPD, Xen Mantra e altri (tra cui si ricordano Nexus 21 e Altern-8 con il co-produttore Chris Peat). Sempre nello stesso anno, altri due DJ - Andrew Meecham e Carl Turner - si unirono ai Bizarre Inc, formando così un nuovo trio. Il primo 12" che pubblicarono fu Bizarre Theme/ X-Static per l'ormai defunta etichetta discografica Vinyl Solution. Il singolo del 1991 Such a Feeling, che campionava il successo del gruppo Aurra Such a Feeling, raggiunse la posizione numero 13 nella classifica Regno Unito. Il singolo successivo, Playing with Knives, raggiunse invece la quarta posizione; le versioni in vinile del brano (7 pollici e 12 pollici) vennero pubblicate da alcune etichette europee.
Il 19 ottobre 1992, il duo pubblicò l'album Energique, poco dopo che il brano I'm Gonna Get You, con Angie Brown, fosse pubblicato il 21 settembre da Vinyl Solution su vinile da 12". I Bizarre Inc sono stati due volte al numero uno della classifica Hot Dance Club Play degli Stati Uniti: I'm Gonna Get You, disco d'argento BPI, è stato due settimane al numero uno a gennaio (raggiungendo anche il numero 47 della Billboard Hot 100), seguito da Took My Love, che è stato numero uno per due settimane a fine aprile. Angie Brown è presente come voce principale in entrambe le versioni. Una terza canzone, Love in Motion (con Yvonne Yanney), si piazzò al 4º posto nella classifica dance degli Stati Uniti alla fine del 1993. Tre dei brani di successo dei Bizarre Inc apparvero su Energique nel 1992.
Pubblicarono poi un terzo album, il più commerciale Surprise, nel 1996.
Meecham e Meredith continuarono a pubblicare musica sotto il nome di Chicken Lips. Nel Regno Unito, i loro brani più famosi rimangono Playing with Knives (numero 4) e I'm Gonna Get You (numero 3), l'ultimo dei quali è stato un successo dance pop crossover ed è stato uno dei più venduti di quell'anno.

## Discografia

### Album
| Technological                                                                                    | - Pubblicazione: 2 maggio 1989 - Etichetta: Blue Chip (#BLUETEC1) - Formati: LP        | —  |
| Energique                                                                                        | - Pubblicazione: 4 luglio 1992 - Etichetta: Vinyl Solution(#STEAM47) - Formati: LP, CD | 41 |
| Surprise                                                                                         | - Pubblicazione: 1996 - Etichetta: Mercury Records (#514 819) - Formati: LP, CD, CS    | —  |
| "-" indica elementi che non sono stati classificati o non sono stati diffusi in quel territorio. |                                                                                        |    |

### Singoli
| Anno                                                                                              | Titolo                                    | Posizioni in classifica | Posizioni in classifica | Posizioni in classifica | Posizioni in classifica | Posizioni in classifica | Posizioni in classifica | Posizioni in classifica | Posizioni in classifica | Posizioni in classifica | Posizioni in classifica | Certificazioni | Album     |
| Anno                                                                                              | Titolo                                    | UK                      | BEL                     | EUR                     | IRE                     | NED                     | SCO                     | US                      | CAN Dance               | UK Dance                | US Dance                | Certificazioni | Album     |
| ------------------------------------------------------------------------------------------------- | ----------------------------------------- | ----------------------- | ----------------------- | ----------------------- | ----------------------- | ----------------------- | ----------------------- | ----------------------- | ----------------------- | ----------------------- | ----------------------- | -------------- | --------- |
| 1989                                                                                              | It's Time to Get Funky                    | —                       | —                       | —                       | —                       | —                       | —                       | —                       | —                       | —                       | —                       |                | N.D.      |
| 1989                                                                                              | Technological                             | —                       | —                       | —                       | —                       | —                       | —                       | —                       | —                       | —                       | —                       |                | N.D.      |
| 1990                                                                                              | Bizarre Theme/X-Static                    | —                       | —                       | —                       | —                       | —                       | —                       | —                       | —                       | —                       | —                       |                | N.D.      |
| 1991                                                                                              | Playing with Knives                       | 43                      | —                       | —                       | —                       | —                       | —                       | —                       | —                       | —                       | —                       |                | N.D.      |
| 1991                                                                                              | Such a Feeling                            | 13                      | —                       | 41                      | —                       | —                       | —                       | —                       | —                       | —                       | —                       |                | N.D.      |
| 1991                                                                                              | Playing with Knives (riedizione)          | 4                       | —                       | 26                      | —                       | —                       | —                       | —                       | —                       | —                       | —                       |                | Energique |
| 1992                                                                                              | I'm Gonna Get You (featuring Angie Brown) | 3                       | 14                      | 19                      | 17                      | 3                       | —                       | 47                      | 1                       | —                       | 1                       | - UK: argento  | Energique |
| 1993                                                                                              | Took My Love (featuring Angie Brown)      | 19                      | —                       | 71                      | 17                      | 22                      | —                       | —                       | 1                       | —                       | 1                       |                | Energique |
| 1993                                                                                              | Love in Motion                            | —                       | —                       | —                       | —                       | —                       | —                       | —                       | 8                       | —                       | —                       |                | Energique |
| 1993                                                                                              | Agroovin'                                 | —                       | —                       | —                       | —                       | —                       | —                       | —                       | —                       | —                       | —                       |                | Energique |
| 1996                                                                                              | Keep the Music Strong                     | 33                      | —                       | 54                      | —                       | —                       | 39                      | —                       | —                       | 3                       | —                       |                | Surprise  |
| 1996                                                                                              | Surprise                                  | 21                      | —                       | 46                      | —                       | —                       | 20                      | —                       | —                       | 10                      | —                       |                | Surprise  |
| 1996                                                                                              | Get Up (Sunshine Street)                  | 45                      | —                       | 78                      | —                       | —                       | 40                      | —                       | —                       | 17                      | —                       |                | Surprise  |
| 1999                                                                                              | Playing with Knives (remix)               | 30                      | —                       | 98                      | —                       | —                       | 28                      | —                       | —                       | 1                       | —                       |                | N.D.      |
| "—" indica brani che non sono stati classificati o che non sono stati diffusi in quel territorio. |                                           |                         |                         |                         |                         |                         |                         |                         |                         |                         |                         |                |           |